# Sergej Šakonovski
Sergej Šakonovski (hebr. סרגיי סחנובסקי; (rođen 15. maja 1975. u Moskvi, Rusija) je izraelski klizač u umetnickom klizanju u kategoriji plesnih parova. Partnerka mu je Galit Čat. Oni se takmiče za Izrael od 1996. godine. 2002. godine postali su prvi izraelski plesni par koji je osvojio medalju (bronzu) na Svetskom prvenstvu. Učestvovali su i na čak tri Olimpijade, završivši na 14. mestu (1998), 6. (2002), i 8. (2006. u Torinu).
Pre nego što je napustio Rusiju i preselio se u Izrael, Sergej Šakonovski je bio partner i Marini Anisinoj i Ekaterini Svirinoj. Sa Svirinom je osvojio Svetski juniorski šampionat 1993. i srebrnu medalju 1994.
Trener im je Aleksandar Zulin.

## Spoljašnje veze
- Official homepage — Čat & Šakonovski
- Care to Ice Dance? — Čat & Šakonovski
- ISU Biografija